# Hollow (Pantera)
Hollow è un singolo del gruppo musicale statunitense Pantera, il terzo estratto dal loro sesto album in studio Vulgar Display of Power, pubblicato nel 1992.

## Descrizione
La canzone presenta un ritmo e una cadenza molto lenta nel primo tratto, mentre nella seconda parte cambia totalmente ritmo su una transizione di riff di Dimebag Darrell, richiamando le sonorità più pesanti e sincopate delle altre tracce del disco. Il testo, scritto dal cantante Phil Anselmo, parla delle sensazioni che si provano alla perdita di una persona a sé cara.